# Olympische Zomerspelen 1932
De Olympische Zomerspelen van de Xe Olympiade werden in 1932 gehouden in Los Angeles in de Verenigde Staten. Er waren geen andere steden die zich kandidaat hadden gesteld voor het organiseren van de Spelen. Aangezien de Spelen van 1932 plaatsvonden tijdens een grote economische crisis, waren er veel minder deelnemers dan op de vorige spelen van Amsterdam. De lange reis die vele atleten moesten maken om tot in Los Angeles te geraken, speelde natuurlijk ook een rol in het lage deelnemersaantal.

## Hoogtepunten
- Voor de Spelen werd het Memorial Coliseum, dat in 1923 was gebouwd, vergroot, waarbij het aantal toeschouwersplaatsen van 75.000 naar 105.000 werd opgevoerd. Nog nooit was een olympisch stadion zo groot geweest. Gedurende de Spelen werd dagelijks een bezoekersaantal van 75.000 opgetekend.
- Voor het eerst werd er een olympische dorp gebouwd. Dit was alleen bedoeld voor de mannelijke deelnemers. De vrouwen werden ondergebracht in het Chapman Park Hotel.
- Doordat de Spelen op een steenworp van Hollywood plaatsvonden, telde men onder de bezoekers ook vele grote filmsterren. Onder andere Cary Grant, Douglas Fairbanks, Joan Crawford en ook Johnny Weissmuller bevonden zich onder de toeschouwers.
- Babe Zaharias (VS) wint twee gouden medailles bij het speerwerpen en de 80 meter horden. Ze wordt tweede bij het hoogspringen omdat haar techniek op het laatste moment als onreglementair wordt aangemerkt. Ze had kans gehad op meer medailles maar vrouwen mochten slechts op drie individuele atletieknummers deelnemen.
- Slechts drie landen doen mee aan het mannen hockeytoernooi. Het gastland Amerika wordt wint daardoor brons ondanks nederlagen tegen India (1-24) en Japan (2-9).
- Helene Madison wint drie gouden medailles bij het zwemmen. Het mannenzwemtoernooi wordt gedomineerd door de Japanners, zij winnen op een na alle onderdelen.
- Bij de hindernisloop over 3000 m werd door de organisatie een fout gemaakt waardoor de atleten een ronde extra moesten lopen.
- De Finse atleet Paavo Nurmi kreeg ter plaatse te horen dat hij niet mocht deelnemen aan de marathon omwille van vermeend professionalisme. Dit gold ook voor de Franse atleet Jules Ladoumège.
- De Amerikanen namen weer het hoogste schavot in beslag tijdens de atletiekwedstrijden. De 100 en 200 meter werden gewonnen door Eddie Tolan. De 400 meter werd gewonnen door Bill Carr, die meteen ook een nieuw wereldrecord liet optekenen (46.2).
- Bij de atletiekwedstrijden werd ook een nieuwigheid toegevoegd: voor het eerst werd gebruikgemaakt van een fotofinish. En voor het eerst werd niet alleen de tijd van de winnaar geklokt: Omega had iemand naar LA gestuurd met dertig stopwatches in een koffertje.
- Ierland was nog maar enkele jaren onafhankelijk en stuurde drie atleten. Twee ervan wonnen goud: Pat O'Callaghan in het kogelslingeren en Bob Tisdall op de 400 m horden. Patrick Fitzgerald, de derde Ier, werd vierde in het hink-stap-springen.
- De Amerikaanse Eleanor Holm werd olympisch kampioene in het zwemmen op de 100 m rugslag en zou later, net als Johny Weissmuller, in Tarzanfilms meespelen. Zij speelde daarin de rol van Jane.

## Sporten
Tijdens deze Spelen werd er gesport in 16 disciplines binnen 14 sporten. American Football en Lacrosse waren de demonstratiesporten op deze editie.

## Deelnemende landen

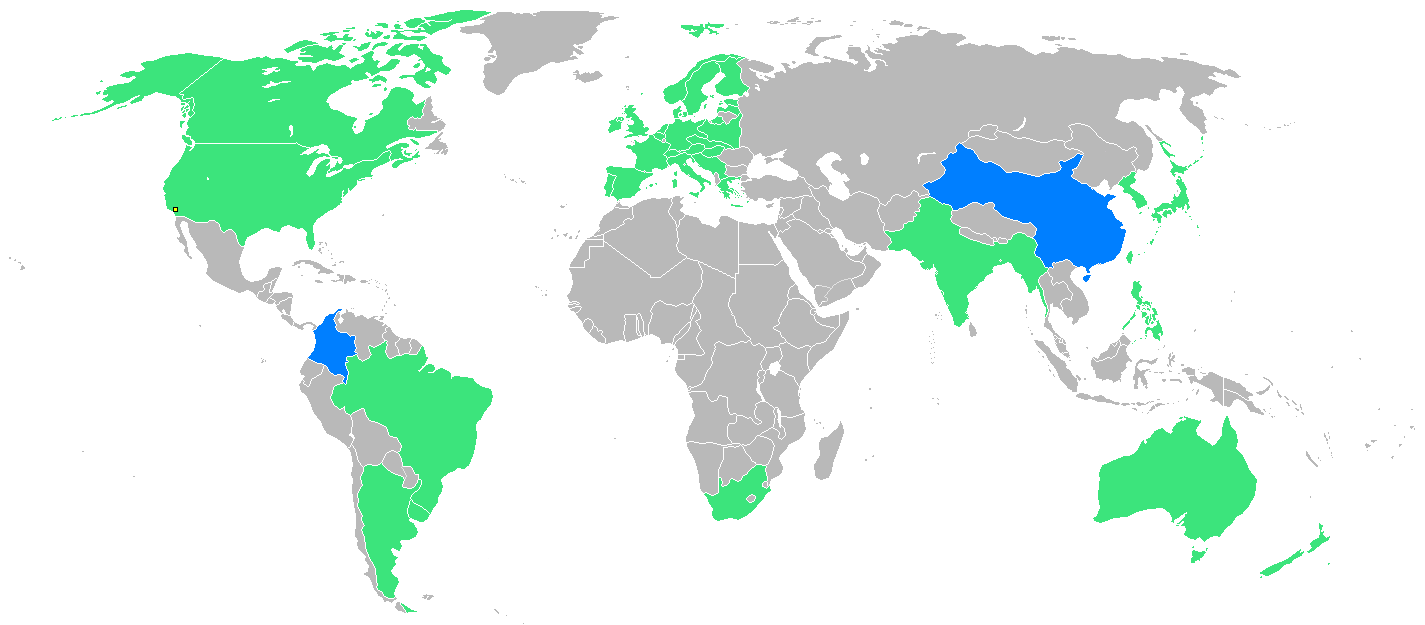

Er namen 37 landen deel aan de Spelen. Colombia en de Republiek China debuteerden.

### Belgische prestaties
- België stuurde een vrij bescheiden ploeg naar Los Angeles: zeven schermers, onder wie één vrouw: Jenny Adams. De Belgische degenploeg eindigde vierde en Jenny deed het even goed in het individueel florettoernooi.
- België haalde nog net één medaille dankzij de kunstprijzen: A. Verbeke haalde brons voor bouwkunst. Deze medaille wordt echter door het IOC niet meegerekend in de medailleklassementen.

### Nederlandse prestaties
- Lange tijd was het onzeker of Nederland wel een afvaardiging zou sturen vanwege de hoge kosten die verbonden waren aan de verre reis naar de Verenigde Staten. Onder andere dankzij een gift van 10.000 gulden van de voetbalbond kon toch een klein team worden uitgezonden.
- Een zilveren medaille was weggelegd op de 100 meter vrije slag (zwemmen) voor de pas veertienjarige Rotterdamse Willy den Ouden.
- Vlak voor de finale van de 100 meter rugslag werd Zus Braun ernstig ziek waardoor ze haar titel niet kon verdedigen. Vanwege haar ziekte zou het weken duren voor ze naar Nederland kon terugkeren.
- Goud was er voor Nederland alleen op de sprint bij het wielrennen (Jacques van Egmond) en bij de military (Charles Pahud de Mortanges).

Medailles
| Medaille   | Winnaar                              | Onderdeel                    |
| ---------- | ------------------------------------ | ---------------------------- |
| Goud (2)   | Jacques van Egmond                   | wielersport, sprint          |
| Goud (2)   | Charles Ferdinand Pahud de Mortanges | paardensport, military       |
| Zilver (5) | Jacques van Egmond                   | wielrennen, tijdrit          |
| Zilver (5) | Bob Maas                             | zeilen, monotype             |
| Zilver (5) | Dames estafetteploeg                 | zwemmen, 4 x 100m vrije slag |
| Zilver (5) | Willy den Ouden                      | zwemmen, 100m vrije slag     |
| Zilver (5) | Military team                        | paardensport                 |

## Medaillespiegel
Er werden 346 medailles uitgereikt. Het IOC stelt officieel geen medailleklassement op, maar geeft desondanks een medailletabel ter informatie. In het klassement wordt eerst gekeken naar het aantal gouden medailles, vervolgens de zilveren medailles en tot slot de bronzen medailles.
In de volgende tabel staat de top-10 en het Nederlandse resultaat. Het gastland heeft een blauwe achtergrond en het grootste aantal medailles in elke categorie is vetgedrukt.
Zie de medaillespiegel van de Olympische Zomerspelen 1932 voor de volledige weergave.
| Plaats | Land             | NOC | Goud | Zilver | Brons | Totaal |
| ------ | ---------------- | --- | ---- | ------ | ----- | ------ |
| 1      | Verenigde Staten | USA | 41   | 32     | 30    | 103    |
| 2      | Italië           | ITA | 12   | 12     | 12    | 36     |
| 3      | Frankrijk        | FRA | 10   | 5      | 4     | 19     |
| 4      | Zweden           | SWE | 9    | 5      | 9     | 23     |
| 5      | Japan            | JPN | 7    | 7      | 4     | 18     |
| 6      | Hongarije        | HUN | 6    | 4      | 5     | 15     |
| 7      | Finland          | FIN | 5    | 8      | 12    | 25     |
| 8      | Groot-Brittannië | GBR | 4    | 7      | 5     | 16     |
| 9      | Duitsland        | GER | 3    | 12     | 5     | 20     |
| 10     | Australië        | AUS | 3    | 1      | 1     | 5      |
|        |                  |     |      |        |       |        |
| 13     | Nederland        | NED | 2    | 5      | 0     | 7      |

American Football (demonstratie) · Atletiek · Boksen · Gewichtheffen · Hockey · Lacrosse (demonstratie) · Kunstwedstrijden · Moderne vijfkamp · Paardensport · Roeien · Schermen · Schietsport · Schoonspringen · Turnen · Waterpolo · Wielersport · Worstelen · Zeilen · Zwemmen
Argentinië · Australië · België · Brazilië · Brits-Indië · Canada · Colombia · Denemarken · Duitsland · Estland · Filipijnen · Finland · Frankrijk · Griekenland · Groot-Brittannië · Haïti · Hongarije · Ierland · Italië · Japan · Joegoslavië · Letland · Mexico · Nederland · Nieuw-Zeeland · Noorwegen · Oostenrijk · Polen · Portugal · Republiek China · Spanje · Tsjecho-Slowakije · Uruguay · Verenigde Staten · Zuid-Afrika · Zweden · Zwitserland
Olympische Zomerspelen
Olympische Winterspelen
Gerelateerd
Olympische Jeugdspelen · Paralympische Spelen · Deaflympische Spelen · Special Olympic World Games
IOC · COA · BOIC · NOC*NSF · NAOC · SOC
- Gemeinsame Normdatei: 5194782-1
- Library of Congress Control Number: n82272626
- Nationale Bibliotheek van Tsjechië: xx0108285
- Nationale bibliotheek van Australië: 36033190
- Nationale Bibliotheek van Israël: 987011427784205171
- Virtual International Authority File: 150946855